# Mezinárodní antimilitaristická asociace
Mezinárodní antimilitaristická asociace (francouzsky: Association internationale antimilitariste, AIA), byla mezinárodní revoluční antimilitaristická organizace v letech 1904 až 1939.

## Vznik
V prosinci 1902 založil francouzský odborář a anarchosyndikalista Georges Yvetot francouzskou Antimilitaristickou ligu. Jejím úsilím bylo zrušení francouzských ozbrojených sil. Z potřeby mezinárodní koordinace anarchistů je z jejich iniciativy v červnu 1904 uspořádán Antimilitaristický kongres v Amsterdamu, kterému předsedal bývalý luteránský pastor a nizozemský politik Ferdinand Domela Nieuwenhuis. Tam bylo rozhodnuto o založení Mezinárodní antimilitaristická asociace. Utvořen byl mezinárodní výkonný výbor, ve kterém zasedali zástupci antimilitaristických organizací a jednotlivých anarchistů ze zemí Evropy. Budovu pro sídlo organizace v Paříži poskytl jeden z největších francouzských odborových svazů Generální konfederace práce (CGT).

## Působení
V organizaci působili nejrůznější antimilitaristé, pacifisté, avšak ve vedení převládal anarchistický proud. Jednota panovala na tom, že pokud bude vyhlášena válka, dělníci mají vyvolat protiválečné protesty. Neshodovali se na tom, zda již mobilizovaní vojáci mají dezertovat. Členy organizace byly nejrůznější osobnosti, např. francouzský novinář Victor Méric. Rakousko-uherskou sekci ve vedoucím výkonném výboru reprezentoval český novinář Karel Vohryzek.
V prosinci 1905 bylo po zveřejnění protiarmádních plakátů po Paříži vyzývajících k povstání zatčena řada členů organizace. V soudním procesu bylo odsouzeno 26 členů organizace k několika letům vězení. Georges Yvetot byl odsouzen na 4 roky vězení, všem odsouzeným však byla nakonec udělena milost.

## Zánik
Po soudním procesu a několika korupčním skandálům členů nejvyššího výkonného výboru rapidně ubylo členské základny. Francouzská organizace se z toho pak již nikdy nevzpamatovala. Organizace poté nadále působila především v Nizozemsku. Od roku 1921 organizace spolupracuje s novou Internacionálou odpůrců války (WRI), která však na rozdíl od Mezinárodní antimilitaristické asociace prosazuje nenásilí a čistý pacifismus. Organizace zanikla v roce 1939 v souvislosti se začátkem druhé světové války.